# Eli Plut
Eli Plut, slovenska alpska smučarka, * 10. oktober 1994. 
Plut je bila članica kluba SK Olimpija. Nastopila je na svetovnih mladinskih prvenstvih v letih 2011, 2013, 2014 in 2015, ko je dosegla svojo najboljšo uvrstitev s petim mestom v slalomu. Na svetovnih prvenstvih je nastopila edinkrat leta 2013 v Schladmingu, kjer je odstopila v slalomu. V svetovnem pokalu je nastopila na štirih tekmah za Zlato lisico med letoma 2013 in 2015. Debitirala je 27. januarja 2013 na slalomu v Mariboru, nastopila je še na dveh slalomih in enem veleslalomu, nikoli pa se ni uvrstila med dobitnice točk. V sezoni 2013/14 je postala slovenska državna prvakinja v kombinaciji.